# 357 Ninina
357 Ninina је астероид главног астероидног појаса. Приближан пречник астероида је 106,10 km,
а средња удаљеност астероида од Сунца износи 3,151 астрономских јединица (АЈ).
Инклинација (нагиб) орбите у односу на раван еклиптике је 15,084 степени, а орбитални период износи 2043,855 дана (5,595 година). Ексцентрицитет орбите астероида износи 0,073.
Апсолутна магнитуда астероида износи 8,72 а геометријски албедо 0,051.
Астероид је откривен 11. фебруара 1893. године.